# Ordres criminels

Les ordres criminels sont le nom donné à une série d'ordres, de directives et de décrets donnés lors de l'invasion de l'Union soviétique pendant la Seconde Guerre mondiale par le haut commandement de la Wehrmacht. Ces ordres ont conduit à des atrocités généralisées sur le front de l'Est.

## Les ordres
- Décret Barbarossa, publié le 13 mai 1941
- Directives pour la conduite des troupes en Russie, publiées le 19 mai 1941
- Ordre des commissaires, publié le 6 juin 1941
- Ordres concernant le déploiement de la police de sécurité et du service de sécurité au sein de l'armée, publiés le 28 avril 1941
- Ordres relatifs au traitement des prisonniers de guerre, émis de juin à décembre 1941